# Joudreville

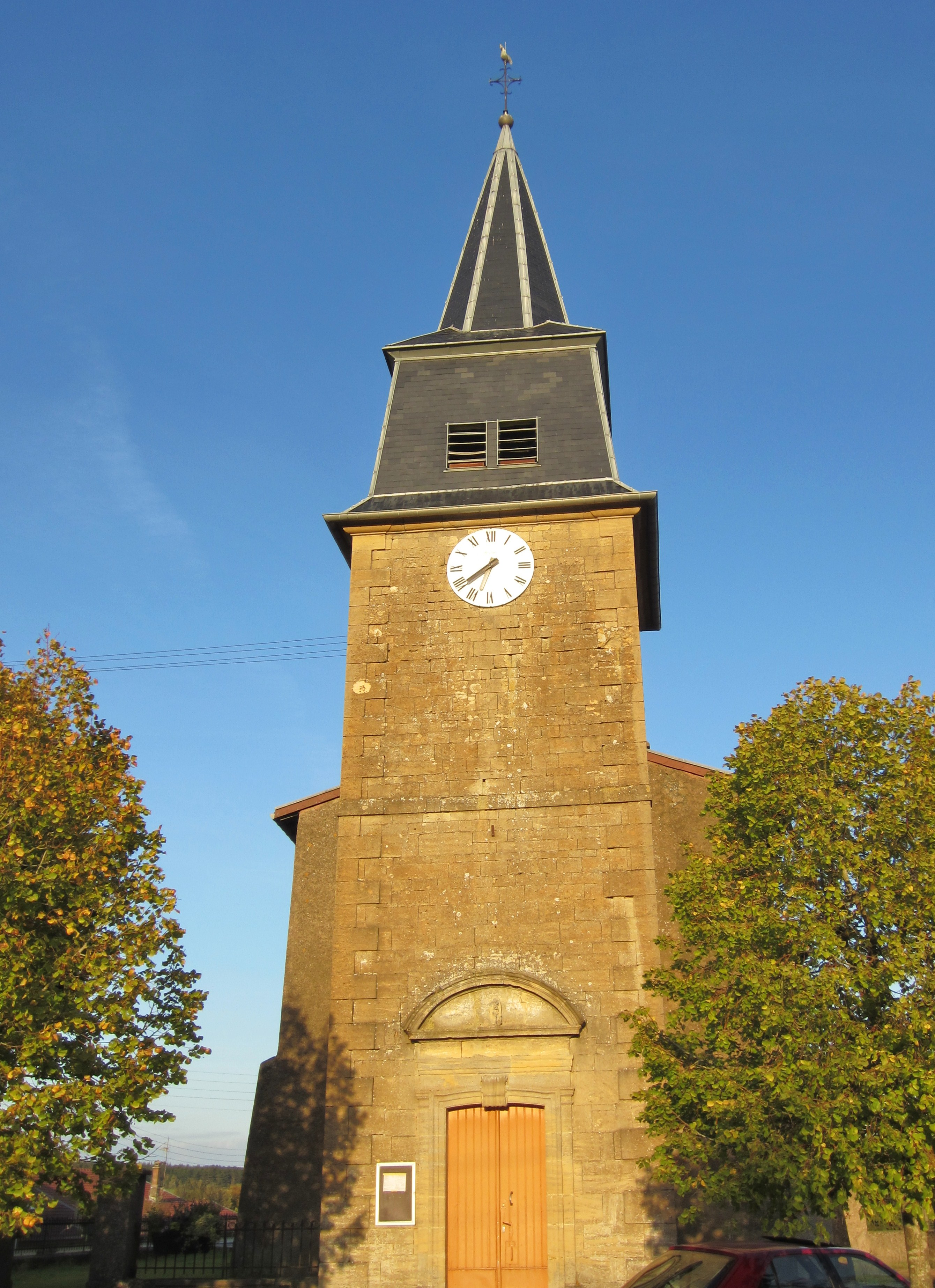
Kościół parafialny pw. św. Piotra (2011)

Joudreville – miejscowość i gmina we Francji, w regionie Grand Est, w departamencie Meurthe i Mozela.
Według danych na rok 1990 gminę zamieszkiwało 1066 osób, a gęstość zaludnienia wynosiła 191 osób/km² (wśród 2335 gmin Lotaryngii Joudreville plasuje się na 350. miejscu pod względem liczby ludności, natomiast pod względem powierzchni na miejscu 958.).

## Populacja

Populacja Joudreville w latach 1962–2008